# ألفرد يو
ألفرد يو (بالإنجليزية: Alfred William Yeo)‏ هو سياسي بريطاني (وحمل سابقاً جنسية المملكة المتحدة لبريطانيا العظمى وأيرلندا)، ولد في 13 أكتوبر 1863، وتوفي في 14 أبريل 1928. حزبياً، نشط في الحزب الليبرالي. في الانتخابات الفرعية في مجلس العموم البريطاني ‏، انتخب عضو برلمان المملكة المتحدة الـ30 عن دائرة Poplar ‏ (19 فبراير 1914 – 25 نوفمبر 1918) وفي الانتخابات العمومية البريطانية 1918 ‏، انتخب عضو برلمان المملكة المتحدة الـ31 عن دائرة Poplar South (UK Parliament constituency) ‏ (14 ديسمبر 1918 – 26 أكتوبر 1922).